# Lutz Pohlmann
Lutz Pohlmann (* 6. September 1961) ist ein ehemaliger deutscher Fußballschiedsrichter.

## Leben
Pohlmann spielte als Jugendlicher Fußball beim Rendsburger TSV. Im Alter von 15 Jahren wurde er Schiedsrichter. Elf Jahre später leitete er sein erstes Spiel in der Oberliga. Seinen ersten Einsatz in der Fußball-Bundesliga hatte er im Juli 1988 als Linienrichter im Gespann von Gerd Zimmermann.
Als Schiedsrichter des SSV Bredenbek leitete Pohlmann in den Spieljahren 1994/95 und 1995/96 insgesamt 15 Bundesliga-Begegnungen, in der 2. Fußball-Bundesliga pfiff er zwischen 1991 und 1997 44 Spiele. In den Mittelpunkt der Medienöffentlichkeit geriet der in Felde wohnhafte Schiedsrichter, als er Anfang Oktober 1995 im Spiel Borussia Mönchengladbach gegen Eintracht Frankfurt dem Frankfurter Torhüter Andreas Köpke die Rote Karte zeigte. Das DFB-Sportgericht sprach Köpke anschließend frei.
1997 zog sich Pohlmann als Schiedsrichter zurück, wurde hernach bis 2001 als Schiedsrichterbeobachter eingesetzt. Anschließend widmete er sich unter anderem politischen Tätigkeiten, 2011 kehrte er zur Schiedsrichterei zurück und gab fortan als Schiedsrichterbeobachter seine Erfahrung an den Nachwuchs weiter.
Pohlmann lernte Bankkaufmann, später war er im Versicherungswesen beruflich beschäftigt.